# Don Backy
Pour les articles homonymes, voir Caponi.
Don Backy, nom d'artiste d’Aldo Caponi, né le 21 août 1939 à Santa Croce sull'Arno, est un chanteur et acteur italien.

## Biographie
Don Backy est apparu dès l'âge de seize ans dans une troupe amateur comme interprète de succès américains et anglais et entame en 1961 une carrière professionnelle sous le nom « Agaton ». En 1968, il rejoint le Clan d'Adriano Celentano, et interprète divers morceaux à succès comme Fuggiasco, Amico, L'amore, L'immensità jusqu'au début des années 1980,  Le morceau Canzone est numéro 1 au hit parade italien de l'année 1968. En 1967 et 1968, il participe au Festival de Sanremo. Il travaille aussi comme écrivain et compositeur de film.
Après quelques apparitions dans des rôles secondaires, en 1967 Don Backy a également commencé une carrière d'acteur, qui se poursuivit jusqu'en 1975. Il a joué dans de nombreux films sans prétention sous la direction entre autres de Sergio Corbucci, Mario Bava, Carlo Lizzani et en 1981 pour Bernardo Bertolucci.

## Discographie

### LP
- 1965 - L'amore (Clan Celentano ACC S LP 40005)
- 1968 - Casa bianca (Clan Celentano ACC LP 40009)
- 1969 - Le 4 stagioni di Don Backy (Amico DB LP 7001)
- 1971 - Fantasia (CGD FGL-5085)
- 1973 - Io più te (RCA Italiana DPSL 10613)
- 1978 - Sognando (Ciliegia Bianca CBL 80001)
- 1979 - Vivendo cantando (Ciliegia Bianca CBM 8002)
- 1981 - Difetti e virtù (Ciliegia Bianca CBM 8003)
- 1984 - Spring, Summer, Autumn, Winter (Forever FE 32702)
- 1988 - Rock'n'Roll (Ciliegia Bianca 2NEM 47301)
- 1990 - Finalmente (New Enigma NEM 47734)
- 1992 - Sulla strada (Ciliegia Bianca CBM 8004)
- 1994 - Per amore per rabbia
- 1998 - Memorie di un Juke Box
- 2003 - Signori si nasce e io lo nacqui
- 2010 - Il mestiere delle canzoni CD (Ciliegia Bianca)

## Publications
- 1967: Io che miro il tondo, Feltrinelli
- 1970: Cielo 'O Connors & Franz il Guercio, soci a Parigi, Leti
- 1974: Radiografia a un pupazzo di neve, Giardini
- 1985: L'Inferno, Gruppo Editoriale Lo Vecchio
- 2001: C'era una volta il Clan (memorie di un juke box, '55-'69), Edizioni Ciliegia Bianca, Rome
- 2002: Clanirycon, L'isola che c'è

## Filmographie

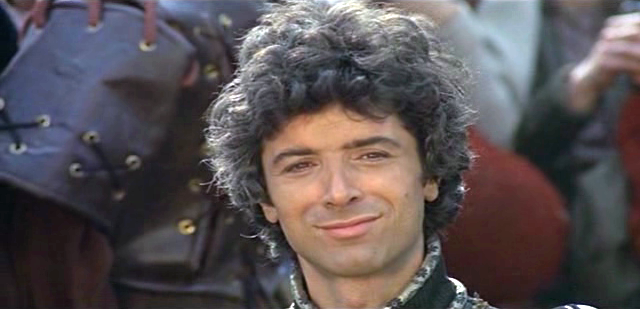
Don Backy dans le decamerotico Quando le donne si chiamavano madonne (1972).

- 1963 : Le Religieux de Monza (Il monaco di Monza), de Sergio Corbucci
- 1963 : Un drôle de type (Uno strano tipo), de Lucio Fulci
- 1964 : Cleopazza, de Carlo Moscovini
- 1964 : Le Grand Hold-Up de Milan (Super rapina a Milano), d'Adriano Celentano
- 1967 : L'immensità (La ragazza del Paip's), d'Oscar De Fina
- 1967 : I sette fratelli Cervi, de Gianni Puccini
- 1968 : Satyricon, de Gian Luigi Polidoro
- 1968 : Bandits à Milan (Banditi a Milano), de Carlo Lizzani
- 1969 : La Limite du péché (Quarta parete), d'Adriano Bolzoni
- 1969 : Barbagia (it), de Carlo Lizzani
- 1970 : Quella chiara notte d'ottobre, de Massimo Franciosa
- 1970 : Et vint le jour des citrons noirs (E venne il giorno dei limoni neri), de Camillo Bazzoni
- 1971 : Il carcerato, téléfilm
- 1972 : Une vie sans importance (Un doppio a metà), de Gianfranco Piccioli
- 1972 : Una cavalla tutta nuda, de Franco Rossetti
- 1972 : Le calde notti del Decameron, de Gian Paolo Callegari
- 1972 : Quando le donne si chiamavano madonne, d'Aldo Grimaldi
- 1972 : Les Nuits érotiques d'une courtisane (Poppea... una prostituta al servizio dell'impero), d'Alfonso Brescia
- 1973 : La Vie érotique d'Hélène de Troie (Elena sì... ma di Troia), d'Alfonso Brescia
- 1974 : Les Chiens enragés (Cani arrabbiati), de Mario Bava
- 1974 : A forza di sberle (it), de Bruno Corbucci
- 1976 : Amori, letti e tradimenti (it), d'Alfonso Brescia
- 1981 : La Tragédie d'un homme ridicule (La tragedia di un uomo ridicolo), de Bernardo Bertolucci (non crédité)
- 2000 : Pain, Tulipes et Comédie (Pane e tulipani), de Silvio Soldini
- 2009 : Impotenti esistenziali, de Giuseppe Cirillo

## Honneur
L'astéroïde (20200) Donbacky est nommé en son honneur.